# Imperfecto extraño
Imperfecto extraño es el sexto álbum de estudio de la banda mexicana Enjambre. Fue lanzado el 21 de abril de 2017 en formato físico y digital en México. Fue escrito por los cinco miembros del grupo —Luis, Rafael, Julián, Ángel y Javier—.
Se compone de doce canciones originales, del cual se extrajeron sencillos como «En tu día», «Tercer tipo» y «Vida en el espejo». Se distribuyó a través de EMI Music México. Contó con la participación del productor británico Phil Vinall.

## Antecedentes
Antes del lanzamiento de todos los sencillos, la banda interpretó algunos de ellos en el Teatro Metropólitan de la Ciudad de México. El álbum combina géneros como el rock clásico de los años 70, influenciado en gran parte por el productor británico Phil Vinall, y presenta estilos similares a los de bandas como Meat Loaf, Deep Purple, Zoé y Chetes.
Al igual que sus álbumes anteriores, Los huéspedes del orbe y Proaño, Imperfecto extraño fue grabado en los estudios de Sonic Ranch en Texas, Estados Unidos, así como en lugares como Jalisco y León, Guanajuato. En el disco se utilizaron teclados y sintetizadores antiguos, así como cintas magnéticas producidas en el estudio Testa. Los sencillos fueron acompañados de videoclips que contaron con la participación de Benji Estrada. Además, la banda anunció una gira de promoción por México, Estados Unidos y América del Sur.

## Recepción
En el sitio web Rate Your Music recibió una puntuación de 3.33 sobre 5 estrellas.

## Lista de canciones
| N.º   | Título               | Escritor(es)                           | Duración |  |
| 1.    | «Obertura»           | Rafael · Javier ·Ángel · Julián · Luis | 1:27     |  |
| 2.    | «Celeste»            | Rafael · Javier ·Ángel · Julián · Luis | 3:07     |  |
| 3.    | «En tu día»          | Rafael · Javier ·Ángel · Julián · Luis | 3:12     |  |
| 4.    | «Tercer tipo»        | Rafael · Javier ·Ángel · Julián · Luis | 3:25     |  |
| 5.    | «Luces de periferia» | Rafael · Javier ·Ángel · Julián · Luis | 3:09     |  |
| 6.    | «Detéstame»          | Rafael · Javier ·Ángel · Julián · Luis | 3:18     |  |
| 7.    | «Nudo»               | Rafael · Javier ·Ángel · Julián · Luis | 3:04     |  |
| 8.    | «El futuro»          | Rafael · Javier ·Ángel · Julián · Luis | 3:15     |  |
| 9.    | «Y la esperanza»     | Rafael · Javier ·Ángel · Julián · Luis | 3:42     |  |
| 10.   | «Amanéceme»          | Rafael · Javier ·Ángel · Julián · Luis | 3:48     |  |
| 11.   | «Vida en el espejo»  | Rafael · Javier ·Ángel · Julián · Luis | 4:25     |  |
| 12.   | «Desenlace»          | Rafael · Javier ·Ángel · Julián · Luis | 4:34     |  |
| 40:26 |                      |                                        |          |  |

## Historial de lanzamiento
| País   | Fecha               | Formato(s)            | Sello                  | Ref.  |
| ------ | ------------------- | --------------------- | ---------------------- | ----- |
| México | 21 de abril de 2017 | CD + Descarga digital | Universal Music México | [ 8 ] |